# Вилхелм Албрехт Хайнрих фон Шьонбург-Фордерглаухау
Вилхелм Албрехт Хайнрих фон Шьонбург-Фордерглаухау (на немски: Wilhelm Albrecht Heinrich Graf von Schönburg zu Forderglauchau; * 26 януари 1762; † 2 септември 1815) е граф на Шьонбург, господар на Глаухау-Фордерглаухау.

## Произход
Той е вторият син на граф Карл Хайнрих II фон Шьонбург-Фордерглаухау (1729 – 1800) и графиня Кристиана Вилхелмина фон Айнзидел (1726 – 1798), дъщеря на Йохан Георг фон Айнзидел (1692 – 1760) и втората му съпруга Ева Шарлота Фридерика фон Флеминг (1704 – 1758). По-малък брат е на Йохан Карл Хайнрих фон Шьонбург-Ремзе (* 17 март 1757; † 14 април 1815).

## Фамилия
Първи брак: с Бенедикта Зиверс (* 17 януари 1774; † 1799). Бракът е бездетен.
Втори брак: на 16 май/9 декември 1799 г. с графиня Анна Албертина Леополдина Вилхелмина фон Вартенслебен (* 11 септември 1775; † 21 декември 1826, Париж), дъщеря на граф Фердинанд Мориц фон Вартенслебен (1753 – 1795) и Андриета Августа фон Клайст (1758 – 1798). Те имат три деца:
- Ернст Фердинанд Хайнрих Лудвиг фон Шьонбург-Глаухау (* 22 юни 1800; † 1801)
- Карл Хайнрих Албан фон Шьонбург-Глаухау (* 18 ноември 1804, Дрезден; † 23 март 1864, Дрезден), женен на 15 януари 1824 г. в Хайделберг за рау-графиня Кристиана Мария „Амалия“ фон Женисон-Валворт (* 11 януари 1806, Канщат; † 2 април 1880, Лайпциг)
- Жеромия Катарина фон Шьонбург-Глаухау (* 28 август 1809, Касел; † 15 ноември 1843, Гйоги близо до Спаравар), омъжена на 5 октомври 1836 г. във Векселбург за рау-граф Карл Фридрих Вилхелм фон Женисон-Валворт (* 28 август 1809; † 11 юни 1890), брат на „Амалия“, съпругата на брат му.